# Urocitellus townsendii
Urocitellus townsendii är en däggdjursart som beskrevs av John Bachman 1839. Den ingår i släktet Urocitellus och familjen ekorrar.

## Taxonomi
Arten har tidigare förts till släktet sislar (Spermophilus), men efter DNA-studier som visat att arterna i detta släkte var parafyletiska med avseende på präriehundar, släktet Ammospermophilus och murmeldjur, har det delats upp i flera släkten, bland annat Urocitellus.
Catalogue of Life listar två underarter:
- Urocitellus townsendii townsendii Bachman, 1839 samt
- Urocitellus townsendii nancyae (Nadler, 1968).

## Beskrivning
Arten är gråaktig på ovansidan och krämvit på undersidan med en skär ton. Kroppslängden varierar från knappt 17 till 27 cm, och vikten från 82 till 325 g. Hanarna är större än honorna.

## Ekologi
Habitatet utgörs av ökenartade buskmarker i väldränerad jord på höjder mellan 1 000 och 2 100 m. Arten bygger omfattande tunnelsystem. Den är dagaktiv, men undviker längre, heta perioder. Även under blåsiga dagar håller den sig i det underjordiska boet. Under vintern sover flera individer vintersömn tillsammans.

### Föda och predation
Födan består framför allt av växter, som blad, bark, stjälkar, rötter och rotknölar. Mindre mängd insekter tas också. Arten lägger upp förråd.
Själv utgör Urocitellus townsendii föda åt nordamerikansk grävling, prärievarg, långsvansad vessla, präriefalk, fjällvråk, kungsvråk, prärievråk, korp och ormar.

### Fortplantning
Leken äger rum under tidig vår, kort efter det att djuren vaknat ut vintersömnen. Honan föder mellan 7 och 10 ungar efter 23 dygns dräktighet. Ungarna är outvecklade, och väger endast mellan 2,2 och 4,9 g. De dias i omkring 35 dygn, och blir självständiga vid ett års ålder. Honorna blir könsmogna vid ett års ålder, hanarna vid upp till två.

## Utbredning
Arten finns enbart i Yakima Valley i delstaten Washington i USA. Utbredningsområdet har en gång varit mycket större, se nedan under Status.

## Status
IUCN kategoriserar arten globalt som sårbar, och populationen minskar; idag återstår endast 10 % av dess ursprungliga utbredningsområde. Det omfattade en gång, förutom södra-centrala Washington, hela Nevada, östra Oregon, södra Idaho och östligaste Kalifornien. Arten betraktas av många inom jordbruksnäringen som ett skadedjur, och har varit föremål för flera utrotningskampanjer.